# Jindřich Sandoměřský
Jindřich Sandoměřský (asi 1130 – 18. října 1166) byl kníže sandoměřský v letech 1146–1166. Jméno dostal podle svého děda z matčiny strany Jindřicha z Bergu.

## Předkové
Jindřich byl šestým (čtvrtým přeživším) synem Boleslava III. Křivoústého. Jeho matkou byla Salomena z Bergu, dcera švábského hraběte Jindřicha z Bergu. Salomeniny sestry Žofie a Richenza si vzaly česká knížata, Žofie Otu II. Olomouckého, Richenza byla provdána za Vladislava I. Mezi předky Jindřicha Sandoměřského patřili Přemyslovci, a to díky sňatku Jindřichova děda Vladislava I. Hermana a Judity Přemyslovny. Mezi vzdálené Jindřichovy předky patřili například Rurikovci, Arpádovci, ba dokonce i byzantští císaři.

## Život

### Doba před otcovou smrtí
Datum narození Jindřicha Sandoměřského - stejně jako datum narození většiny Piastovců z té doby - není známo. Z dnešního pohledu jsou nejvíce pravděpodobná data mezi lety 1126 a 1133. Polský historik Kazimierz Jasiński se domníval, že Jindřich se narodil okolo roku 1130. Rok 1132, který napsal ve své kronice Jan Długosz, je pravděpodobně jeho výmyslem. Až do roku 1138, tedy do smrti svého otce Boleslava III. Křivoústého, Jindřich pravděpodobně žil bezstarostným životem, hodným knížecího syna.

### Testament Boleslava III. Křivoústého a první roky vlády v Sandoměřsku
V roce 1138 zemřel Jindřichův otec Boleslav III. Křivoústý, který těsně před smrtí stihl sepsat testament, v němž rozdělil Polsko na několik částí. Na Jindřicha připadla země Sandoměřská. Protože byl Jindřich příliš mladý a nemohl se ujmout vlády v knížectví, v Sandoměřsku vládl senior a jeho nevlastní bratr Vladislav II. Vyhnanec. Jindřich žil tehdy společně s matkou a nejmladším bratrem Kazimírem v zemi, ve které vládla jeho matka Salomena.

Polsko po smrti Boleslava Křivoústého v roce 1138, Jindřichovo dědictví světle zeleně

Salomena zemřela roku 1144. Stále ještě mladí bratři Jindřich a Kazimír se uchýlili ke svému nejstaršímu vlastnímu bratrovi, Boleslavovi Kadeřavému. Mezi ním a bratrem Vladislavem II. Vyhnancem brzy začal konflikt, který vyvrcholil Vladislavovým vyhnáním o dva roky později. Brzy poté se Jindřich stal sandoměřským knížetem, kterým zůstal až do smrti. Zajímavé je, že se jako sandoměřský kníže objevuje málokdy, většinou je označován jako syn Boleslava III. Křivoústého nebo jako bratr Boleslava IV. Kadeřavého. V letech 1147-1148 se Jindřich pravděpodobně zúčastnil druhé křížové výpravy. O rok později se společně s bratrem Boleslavem IV. Kadeřavým vypravil na Kyjevskou Rus na podporu Izjaslava II. Pantelejmona ve válkách o Kyjev.

### Výprava ve Svaté zemi
Asi nejznámějším činem Jindřicha Sandoměřského je jeho výprava do Svaté země s polskými rytíři v roce 1154, kde bránil Jeruzalém proti Saracénům. Pravděpodobně tam zůstal rok a poté se vrátil zpět do Polska.
| „             | Když přibyl do Země Svaté, uctil hrobku Spasitele, spojil se s králem Jeruzaléma Balduinem a s velkou odvahou a obětí bojoval proti Saracenům, kteří chtěli vyhrát věnec mučedníka. Když pak po celý rok tu žil, ztratil množství bojovníků, vzduch ho už nemohl nést, vrátil se zdravě do vlasti. Zde od bratrů, Boleslava a Mieczyslawa, a polských mistrů, on byl pozdraven s velkou úctou a radostí. Z jeho příběhu začalo se šířit v Polsku poselství o stavu, umístění a vlastnostech Země Svaté, ale i o krvavých a divokých válkách s barbary při její obraně. | “ |
| — Jan Długosz | |   |

Po návratu do Polska se s bratry Boleslavem a Měškem účastnil křesťanských výprav proti pohanským Prusům.

### Smrt a Sandoměřské knížectví po jeho smrti
V polovině roku 1166 se Jindřich a bratr Boleslav IV. Kadeřavý vypravili proti Prusům. Boleslav sám v bitvě jen těsně unikl smrti, bratr Jindřich takové štěstí neměl a 18. října 1166 zemřel. Protože Jindřich se nikdy neoženil a ani neměl potomky, jeho knížectví mělo právně přejít k nejmladšímu bratrovi Kazimírovi, který byl bez knížectví. Boleslav rozdělil Sandoměřsko na tři části, on sám si vzal nejbohatší část se Sandoměří a okolím, Kazimírovi dal malou část okolo Wiślice a Měškovi zbytek. Když zemřel i Boleslav, Sandoměřsko se stalo na dlouhou dobu knížectvím malopolských Piastovců.

## Zakladatelská činnost
Kromě výpravy do Svaté země či bitev s pohanskými Prusy Jindřicha proslavila také jeho zakladatelská činnost. Mezi stavby, které založil, patří například:
- Bazilika Narození Panny Marie ve Wiślici (v té je i pochován)
- Kolegiátní kapitula sv. Martina v Opatově (podle Jan Długosza ji vybudovali později Templáři)
- Kostel a klášter v Czerwińsku nad Wisłou

## Vývod z předků
| Předchůdce: Vladislav II. Vyhnanec | Znak z doby nástupu | Sandoměřský kníže Jindřich Sandoměřský 1146–1166 | Znak z doby konce vlády | Nástupce: Boleslav IV. Kadeřavý Kazimír II. Spravedlivý Měšek III. Starý |